# Euphorbia gaubae
Euphorbia gaubae är en törelväxtart som först beskrevs av Jiří Soják, och fick sitt nu gällande namn av Radcl.-sm.. Euphorbia gaubae ingår i släktet törlar, och familjen törelväxter.
Artens utbredningsområde är Iran. Inga underarter finns listade i Catalogue of Life.